# Міхай Антонеску
Міхай Антонеску (18 листопада 1904, Нучет, Димбовіца — 1 червня 1946, Жилава, Румунія) — румунський політичний діяч, заступник прем'єр-міністра Румунії Йона Віктора Антонеску і міністр закордонних справ в роки Другої світової війни. Убитий за рішенням трибуналу комуністичної хунти.

## Біографія
Міхай Антонеску народився 18 листопада 1904 в селищі Нучет, жудець Димбовіца. Навчався в школі в Пітешті, потім в Національному коледжі в Бухаресті. У період з 1922 по 1926 Антонеску проходив навчання на юридичному факультеті Бухарестського університету. Після його закінчення він працював адвокатом. Спочатку Антонеску не був прихильником екстремістської партії «Залізна гвардія». У 1930 він став членом Націонал-ліберальної партії Румунії.
Поступово політичні погляди Антонеску зрушили вправо, і незабаром він приєднався до «Залізної гвардії», де став одним з довірених осіб її лідера Йона Антонеску. Вплив Міхая ріс в міру того, як інший впливовий член партії — Хорія Сіма — втрачав його. Сімі незабаром довелося виїхати з Румунії, а Антонеску став фактично другою людиною в «Залізной гвардії». З подачі Антонеску почалися масові гоніння на євреїв в засобах масової інформації.
Після придушення повстання легіонерів в січні 1941 Антонеску зайняв пости заступника прем'єр-міністра і міністра закордонних справ.

## Міхай Антонеску в період Другої світової війни

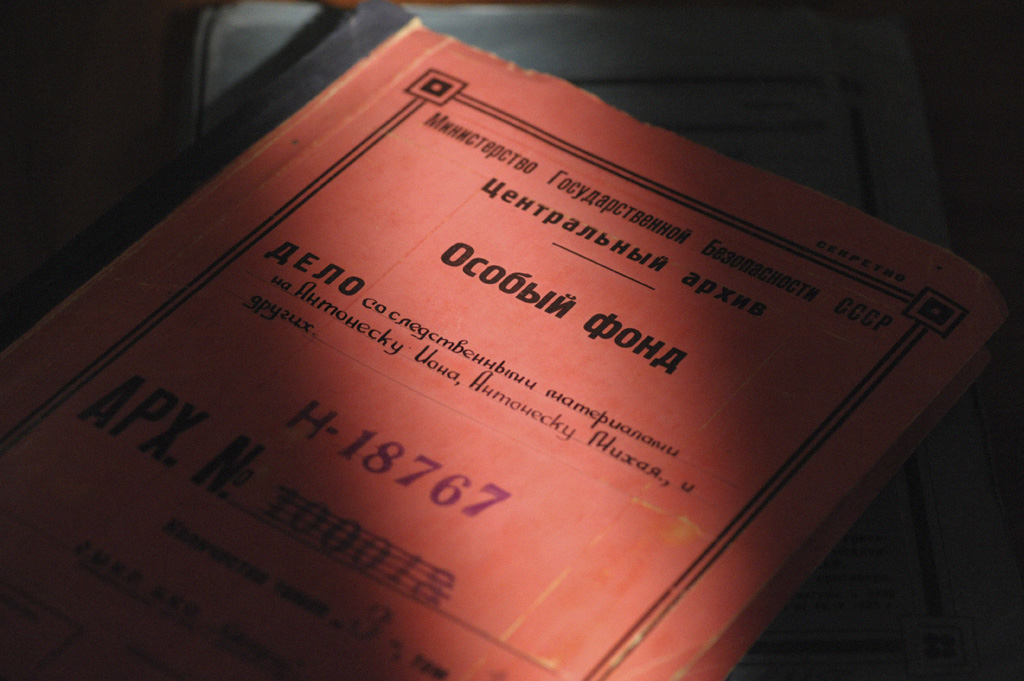
Справа Антонеску

22 червня 1941, о 10 годині ранку, в Бухаресті Антонеску виступив із заявою про оголошення війни Румунією СРСР. У своїй промові він прославляв румунів як великий народ та їх співпрацю з Гітлером, і називав слов'ян і євреїв відсталими расами. У 1941 Йон Антонеску практично повністю був зосереджений на військових операціях Румунії, і Міхай Антонеску фактично отримав повноваження на управління внутрішніми справами країни. Він багато зробив для зміцнення зв'язків Румунії з Німеччиною. Міхай Антонеску був прямо відповідальний за гоніння на євреїв, які населяли Румунію: утиски їх у правах, позбавлення майна, він санкціонував єврейські погроми (наприклад, в 1941 в Яссах), заборонив євреям виїжджати з країни, а тих, хто на той момент перебував за її межами, позбавив громадянства. Міхай Антонеску несе відповідальність за масові вбивства євреїв в Бессарабії і Буковині, а також депортацію осіб, що вижили, в концентраційні табори на території губернаторства Трансністрія.
З кінця 1942 Антонеску стривожився після погіршення становища на фронті, і почав шукати способи виведення Румунії з війни. Намагався переконати Гітлера в тому, щоб він уклав мир на західному фронті і зосередив повну потужність своїх військ на СРСР. Після поразки в битві під Сталінградом, де, зокрема, були розбиті і деякі румунські з'єднання, обидва Антонеску приступили до знищення документів, які могли б пролити світло на їх винність у військових злочинах. Міхай Антонеску потай від Гітлера збирався запропонувати Угорщині, Італії та Фінляндії укласти сепаратний мир на заході і вступити у війну проти СРСР, але через нерішучість Беніто Муссоліні цього не сталося. Проте, Міхаю Антонеску вдалося поліпшити відносини Румунії з США і Великою Британією, зупинивши депортацію євреїв до концтаборів, дозволивши їх еміграцію і реабілітував тих, хто був ще живий, проте при цьому багато хто відзначає його пересилення себе під час цих дій.
23 серпня 1944, війська СРСР вже впритул підійшли до кордонів Румунії, король Румунії Міхай I звільнив і заарештував весь уряд Йона Антонеску, в тому числі і Міхая Антонеску, і заявив про капітуляцію країни. Після встановлення комуністичного режиму в Румунії ряд колишніх членів румунського уряду, в тому числі і обидва Антонеску, були віддані під суд. Четверо підсудних — Йон і Міхай Антонеску, Константин Васіліу і Ґеорґе Алексяну — були визнані винними у військових злочинах проти румунського народу і засуджені до смертної кари через розстріл. 1 червня 1946 всі четверо були розстріляні неподалік від міста Жилава.